# François Pinault
François Pinault (født 21. august 1936) er en fransk milliardær og grundlægger af luksusfirmaet Kering og holdingselskabet Artémis.
Pinault grundlagde sn virksomhed i tømmerindustrien i begyndelsen af 1960'erne. Selskabet kom på børsen i 1988, og hans firma investerede i specialbutikskæder og ændrede navn til Pinault-Printemps-Redoute (PPR). I slutningen af 1999 skiftede fokus til luksusvarer og mode. I 2003 overdrog han ledelsen af firmaerne til sin ældste søn François-Henri for at forfølge sin passion for moderne kunst.
Ifølge Forbes havde han en formue på omkring $34,9 mia. i juli 2023.
I september 20230 estimerede Bloomberg Billionaires Index Pinault til at være god for $39,1 mia., hvilket gør ham til den 32. rigeste person i verden.